# Кирова (Костанайская область)
Кирова (каз. Киров) — упразднённое село в Аулиекольском районе Костанайской области Казахстана. Входило в состав поселковой администрации Кушмурун. Находилось примерно в 50 км к северо-востоку от районного центра — села Аулиеколь. Код КАТО: 393633300. Упразднено в 2019 г.

## Население
В 1999 году население села составляло 633 человека (307 мужчин и 326 женщин). По данным переписи 2009 года, в селе проживали 232 человека (115 мужчин и 117 женщин).